# Villeneuve-de-Berg
Villeneuve-de-Berg är en kommun i departementet Ardèche i regionen Auvergne-Rhône-Alpes i sydöstra Frankrike. Kommunen ligger  i kantonen Villeneuve-de-Berg som ligger i arrondissementet Largentière. År 2022 hade Villeneuve-de-Berg 3 031 invånare.

## Befolkningsutveckling
Antalet invånare i kommunen Villeneuve-de-Berg
Referens: INSEE